# 沖本泰幸
沖本 泰幸（おきもと やすゆき、1920年（大正9年）10月20日 - 1985年（昭和60年）6月14日）は、昭和期の政治家。衆議院議員（6期）。

## 経歴
広島県出身。1937年（昭和12年）日本大学大阪中学校（現大阪高等学校）を卒業。徴兵され陸軍衛生軍曹で除隊。近畿運油常務を務めた。
参議院議員白木義一郎の秘書、大阪市会議員を経て、1963年（昭和38年）4月17日、第5回統一地方選挙（大阪府議会議員選挙：西成区選挙区）に公明政治連盟公認で立候補し、初当選する。
1967年（昭和42年）1月29日、第31回衆議院議員総選挙に大阪府第1区から公明党公認で立候補し、初当選する（以降、連続6期）。衆議院科学技術振興対策特別委員長、同交通安全対策特別委員長などを務めた。
1980年（昭和55年）第36回衆議院議員総選挙後、公明党会計監査委員に就任する。
1983年（昭和58年）12月、第37回衆議院議員総選挙に立候補せず、選挙地盤を公明党公認候補の小谷輝二に譲り、政界を引退する。
1985年6月14日死去、64歳。死没日をもって勲二等旭日重光章追贈、正四位に叙される。

## 役職歴
- 公明党会計監査委員